# 번개맨
"번개맨"은 2016년에 개봉한 대한민국의 영화이다.

## 캐스팅
- 정현진 : 번개맨 역
- 루나 : 한나 역
- 송욱경 : 잘난 마왕 역
- 이봉균 : 나잘난 역
- 박중금 : 더잘난 역
- 조원석 : 마리오 역
- 이수완 : 시침 역
- 한승현 : 뭉치 역
- 김보선 : 주크 역
- 이재윤 : 박스 역
- 남일우 : 아띠박사 역 (특별출연)